# Luca Van Assche
Luca Van Assche (Woluwe-Saint-Lambert, 11 de mayo de 2004) es un tenista profesional francés.

## Carrera profesional
Su mejor ranking en individuales fue la posición 63° (23 de octubre de 2023).

## Títulos ATP Challenger (3; 3+0)

### Individuales (3)
| N.° | Fecha                  | Torneo                 | Superficie    | Oponente en la final | Resultado           |
| --- | ---------------------- | ---------------------- | ------------- | -------------------- | ------------------- |
| 1.  | 4 de diciembre de 2022 | Challenger de Maia     | Tierra batida | Maximilian Neuchrist | 3-6, 6-4, 6-0       |
| 2.  | 5 de marzo de 2023     | Challenger de Pau      | Dura (i)      | Ugo Humbert          | 7–6(5), 4–6, 7–6(6) |
| 3.  | 2 de abril de 2023     | Challenger de San Remo | Tierra batida | Juan Pablo Varillas  | 6-1, 6-3            |